# Elaphria cohaerens
Elaphria cohaerens är en fjärilsart som beskrevs av William Schaus 1911. Elaphria cohaerens ingår i släktet Elaphria och familjen nattflyn. Inga underarter finns listade i Catalogue of Life.